# 四分体
四分体（英語：Tetrad）是指在细胞在减数分裂I的前期，两条已经复制为姐妹染色单体的同源染色体联会形成的四条染色单体的结合体。只有在复制的同源染色体配对时，才形成四分体，即只有在减数分裂I才会出现四分体。在有丝分裂的间期虽也进行同源染色体的复制，但此过程没有发生染色体联会，不形成四分体。

此图中的第二階段已完成染色體联会，即形成四分体